# Casa do Brasil
Casa do Brasil es el nombre que se le da a los diferentes centros que Brasil tiene repartidos a lo largo del mundo (principalmente Europa) para la difusión de su cultura y lengua, además de, en algunos casos, dar alojamiento a sus nacionales que se desplazan a los diferentes países para la realización de trabajos de investigación académica o bien cursos universitarios.

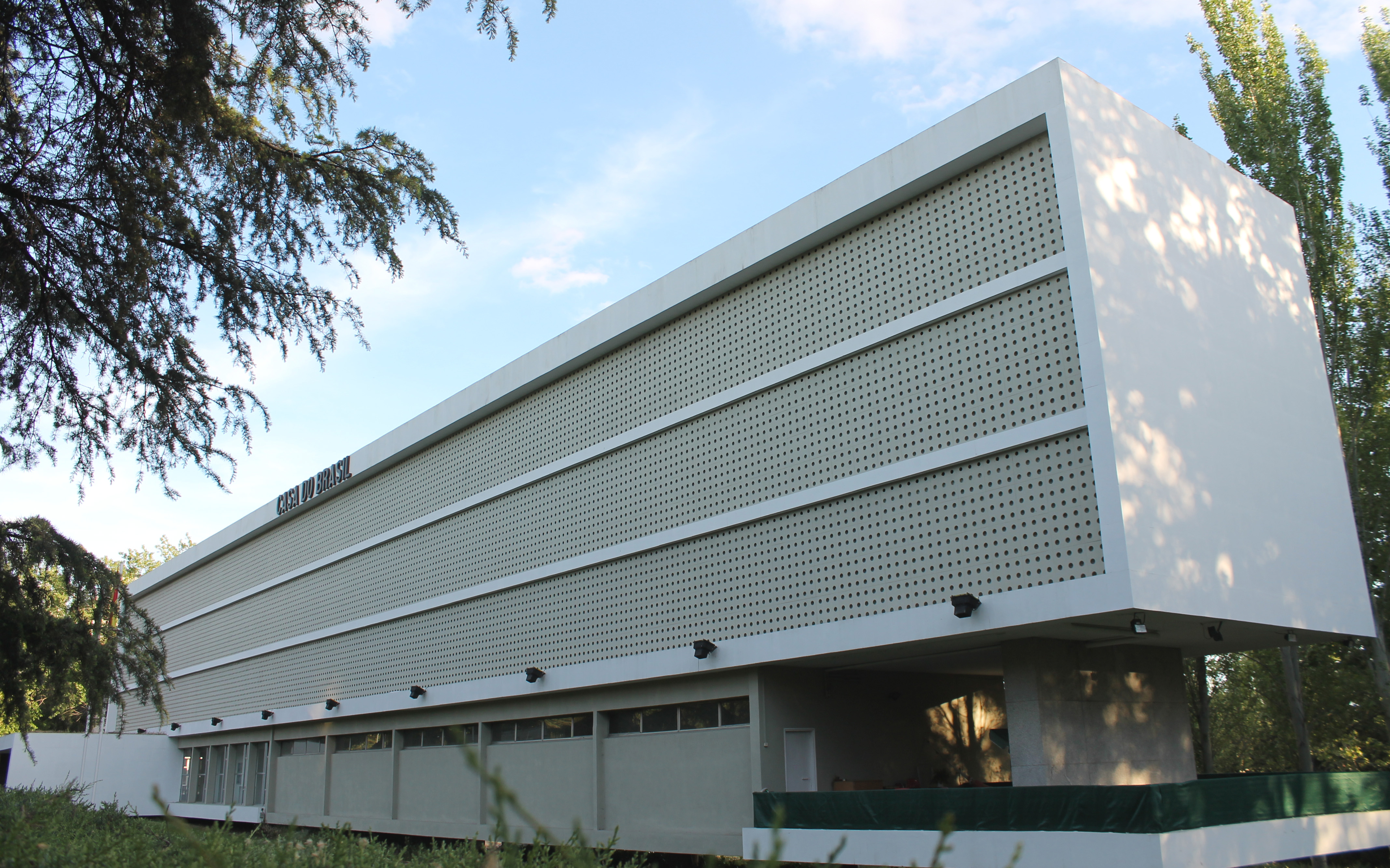
Casa do Brasil en Madrid (España).

La esencia de dichos centros, provistos de alojamiento, es la de proporcionar a los brasileños que se desplazan fuera del país, tener un lugar dónde alojarse y realizar un contacto con el nuevo entorno sin que sea demasiado hostil. En relación con la difusión de la cultura, estos centros realizan, además de cursos de portugués, ciclos de películas, exposiciones de artistas brasileños, conciertos y cuales quiera otras actividades que sirvan para difundir Brasil por el mundo.
Casa do Brasil diseminados por el mundo:
1.- París
2.- Madrid
3.- Lisboa
4.- Roma
5.- Buenos Aires
6.- Uruguay
7.- Múnich
8.- Perú
Casa do Brasil do Uruguai es un centro de idiomas y cultura brasileña, fundado en 23 de marzo de 2007 en la ciudad de Montevideo, capital del Uruguay. La Casa do Brasil do Uruguai cuenta con servicios de traducciones, enseñanza del idioma portugués y español, inclusive dirigidos a empresas - portugués para negocios, biblioteca propia y certificaciones de proficiencia en el idioma portugués. Además, promueve conferencias, seminarios y espectáculos musicales como forma de promover la cultura brasileña y el intercambio entre Brasil e Uruguay.

## Misión, visión y objetivo
Según el sitio web de la Casa do Brasil do Uruguai, su misión es la de "enseñar portugués como lengua extranjera y difundir la cultura brasileña para integrar las personas y contribuir para la formación cultural y el incremento de la calidad de vida de los alumnos. Buscando alcanzar los mejores resultados, contamos con un equipo motivado y una metodología de enseñanza altamente interactiva".
Su misión es la de "ser un centro de referencia en la enseñanza del portugués como lengua extranjera, con una equipo comprometido y creativo, aberta a novos desafios e gerando um ambiente educativo/cultural acogedor y satisfactorio".
Finalmente, su objetivo es el de "enseñar el idioma portugués y divulgar la cultura brasileña valiéndose de cursos intensivos y regulares de portugués, cursos de perfeccionamiento, simposios, conferencias, presentaciones musicales, etc. Fomentar la aproximación cultural entre los dos países, destacando la identidad entre los dos pueblos y sus culturas".
Cosas para tener en cuenta, la Casa do Brasil da Argentina es una institución privada con fines de lucro y no depende de ningún órgano oficial de la República Federativa do Brasil.

## Casa do Brasil en Madrid
El centro cultural Casa do Brasil en Madrid se encuentra en la zona de Moncloa. Esta residencia universitaria está muy cerca a la Universidad Complutense y de la ciudad universitaria. Se prioriza la formación cultural y científica de los estudiantes y durante el año se organizan actividades culturales y deportivas.

## Convenios
La Casa do Brasil do Uruguai posee convenios de cooperación a destacar:
- Embratur - Instituto Brasileiro de Turismo[1]
- ICUB - Instituto Cultural Uruguaio-Brasileiro[2]
- Casa do Brasil da Argentina[3]